# Strophidia
Strophidia is een geslacht van vlinders van de familie Uraniavlinders (Uraniidae), uit de onderfamilie Microniinae.

## Soorten
- S. caudata Fabricius, 1781
- S. directaria Walker